# あまい囁き
あまい囁き（あまいささやき、イタリア語題：Parole Parole、フランス語題：Paroles, Paroles）は、レーオ・キオッソ (Leo Chiosso) とジャンカルロ・デル・レ (Giancarlo Del Re) が作詞、ジャンニ・フェッリオ (Gianni Ferrio) が作曲したイタリアの男女のデュエット曲（原則として女性側が歌唱し、男性側がセリフで参加している）。1973年に発売されたダリダとアラン・ドロンによるフランス語版カバーは世界中で一世を風靡し日本でもあまい囁きという邦題で大ヒットして以降は中村晃子と細川俊之のカバーもヒットを飛ばす等、同タイトルが定着しているが、原曲は前年の1972年に発売されたミーナとアルベルト・ルーポで発表された。他にレイモン・ルフェーブル・グランド・オーケストラのインストルメンタルカバーなども知られている。1997年に公開された監督アラン・レネによるフランス映画『恋するシャンソン』の中では、ダリダが歌った音源が使用されている。
ダリダの人生を綴った2016年の伝記映画『ダリダ〜あまい囁き〜』が、日本で2017年に公開された際はダリダの代表曲で分かりやすくPRする為、邦題に使用されている。

## 日本人によるカバー版
今までにカバーした日本の歌手は以下のとおり。
- 中村晃子、細川俊之（掛け合いの絶妙さが受け、『コサキンDEワァオ!』『とんねるずのオールナイトニッポン』『うまいっしょクラブ（STVラジオ）』等の当時の人気深夜ラジオ番組でも人気を博す）
- 金井克子、野沢那智
- 宮下順子、水乃麻希（日本語詞をレズビアンの内容に制作）
- ルー大柴、国分友里恵
- 山本リンダ、畠山昌久
- 烏丸せつこ、有田哲平（くりぃむしちゅー）（2人が出演する[注 2]映画『パローレ』挿入歌。前述の映画の題名は当曲の歌詞中にイタリア語の発音でパローレというフレーズがサビを中心に何度も出てくるインパクトから命名された）
- 浜田雅功（ダウンタウン）がサントリーのブランデー「V.O」のCMで歌っていたこともあった。
- クレイジーケンバンド（2021年発売のカバーアルバム『好きなんだよ』に収録）

## 主な各国語版
- Mina & Alberto Lupo - "Parole Parole"（イタリア語）（オリジナル）
- Dalida & Alain Delon - "Paroles, Paroles"（フランス語）
- Dalida & Friedrich Schütter - "Worte, nur Worte"（ドイツ語）
- Elda Viler  Boris Cavazza - "Besede, Besede"（スロヴェニア語）
- Marinella Kostas Spyropoulos - "Kouventes"（ギリシャ語）
- Carmen Sevilla & Francisco Rabal - "Palabras Palabras"（スペイン語）
- Lupita D'Alesio & Jorge Vargas - "Palabras, Palabras"（スペイン語）
- Ramses Shaffy & Liesbeth List - "Gebabel"（オランダ語）
- Vincze Viktória & Lukács Sándor - "Szavak Szavak"（ハンガリー語）
- Tonicha & João Perry - "Parole, Parole"（ポルトガル語）
- Maysa Matarazzo - ｖPalavras Palavras"（ポルトガル語／ブラジル）
- Ajda Pekkan - "Palavra Palavra"（トルコ語）
- Trần Thái Hòa & Minh Tuyết - "Những Lời Mê Hoặc"（ベトナム語）
- Flabby - "Miss You All the Time"（英語）
- Amina 阿美娜 - "別亂來"（華語）